# أنبوب الغاز المغاربي الأوروبي

الجزائر الممون الثالث بالغاز الطبيعي والبترول للإتحاد الأوروبي

خط أنابيب المغرب العربي–أوروبا(MEG) ويعرف أيضا باسم Pedro Duran Farell pipeline هو خط أنابيب غاز طبيعي، يصل بين حقل حاسي الرمل بولاية الأغواط في الجزائر عبر المغرب إلى قرطبة في إسبانيا، حيث يتصل مع شبكة الغاز البرتغال وإسبانيا. وسوف يمد كلا من إسبانيا، والبرتغال، والمغرب بالغاز الطبيعي.

## التاريخ
تم اقتراح خط أنابيب المغرب العربي–أوروبا لأول مرة عام 1963 عن طريق بعض الشركات الفرنسية. وتوقع هذا الاقتراح مد خطوط أنابيب إلى ستراسبورغ في فرنسا. وبسبب نزاع منطقة الصحراء الغربية، فقد منعت كل الطرق من الجزائر عبر المغرب إلى إسبانيا. وكذلك فإن استهلاك الغاز الطبيعي في إسبانيا كان منخفضًا جدا مقارنة بتكاليف الإنشاء.
بدأ المشروع في أوائل التسعينات. في عام 1992، وافقت وزارات إسبانيا والجزائر على إنشاء خط الأنابيب. وفي الوقت نفسه وقعت كل من سوناطراك وإناغاز اتفاق إمداد طويل الأجل. تلى ذلك اتفاقية مغربية على بدء إجراءات إنشاء وتشغيل واستخدام خط الأنابيب. وفي نفس السنة، تأسس مشروع شركة خط أنابيب المغرب العربي–أوروبا المحدودة. في عام 1994، انضمت ترانسغاز البرتغالية للمشروع.[2] بدأت الأشغال في 11 أكتوبر 1994.
وبدأ العمل في المشروع في 1 نوفمبر 1996 وتم التنفيذ في 9 نوفمبر 1996.[4][5] وافتتح القسم الاسباني في 9 ديسمبر 1996.[6] وافتتح القسم البرتغالي في 27 فبراير 1997.[7] في عام 2000 سمي الخط باسم پردو دوران فاريل.

## الوصف الفني
يمتد خط الأنابيب لمسافة 1,620 كيلومتر وبلغت تكلفته 2.3 مليار دولار أمريكي. وقام ببنائه بكتل وسيبام. ويتألف خط الأنابيب من خمسة أقسام. يبلغ قطر الخط في الجزائر والمغرب وإسبانيا 1,200 مم، وعندما يصل إلى الپرتغال عبر إكستريمادورا ينخفض قطره إلى 710 مم، بينما يتألف الجزء الموجود تحت الماء من خطين بقطر 560 مم.
كانت الطاقة الاستيعابية الأولية لخط الأنابيب 8.6 مليار متر مكعب من الغاز الطبيعي سنويا، وسوف تزيد لتصل إلى 12 مليار.

## المسار والمشغلون
يصل طول القسم الجزائري إلى 515 كيلومتر، ويسير من حقل حاسي الرمل في الجزائر إلى الحدود المغربية. ويملكه ويشغله شركة الطاقة الجزائرية سوناطراك. والقسم المغربي يصل إلى طوله إلى 522 كيلومتر وتملكه الحكومة المغربية ويشغله المشروع المشترك ساگان (فرع شركة الغاز الاسبانية غاز ناتشرال، ترانسغاز (جمهورية التشيك)، وSNPP (المغرب).
يقطع القسم البحري من خط الأنابيب مضيق جبل طارق بطول 45 كيلومتر مملوكة بالشراكة مع اناغاز (اسبانيا), ترانسغاز، والدولة المغربية. يصل طول القسم الأندلسي إلى 269 كيلومتر، القسم البرتغالي إلى 269 كيلومتر (بالإضافة إلى ذلك، يوجد خط أنابيب بطول 270 كيلومتر في منطقة الحكم الذاتي إكستريمادورا.